# Heterometrus minotaurus
Espèce
Heterometrus minotaurus est une espèce de scorpions de la famille des Scorpionidae.

## Distribution
Cette espèce est endémique de Thaïlande. Elle se rencontre dans les provinces de Surat Thani et de Phuket.

## Description
Le mâle holotype mesure 83 mm.
Le mâle décrit par Kawai, Unnahachote, Suttisatid et Tang en 2023 mesure 93,5 mm et la femelle 101,2 mm.

## Systématique et taxinomie
Cette espèce a été décrite par Plíšková, Kovařík, Košulič et Šťáhlavský en 2016. Elle est placée en synonymie avec Heterometrus laevigatus par Prendini et Loria en 2020. Elle est relevée de synonymie par Kawai, Unnahachote, Suttisatid et Tang en 2023.